# USS Allen M. Sumner (DD-692)
O USS Allen M. Sumner (DD-692) foi um contratorpedeiro norte-americano que serviu durante a Segunda Guerra Mundial.
O Allen M. Sumner ganhou duas estrelas de batalha durante a Segunda Guerra Mundial, uma estrela de batalha durante a Guerra da Coreia, e duas estrelas de batalha durante o conflito do Vietnã.
O navio foi vendido em 16 de outubro de 1974 para a Union Minerals & Alloy Corp. para ser desmontado e transformado em sucata.